# Mordella tetraleucosticta
Mordella tetraleucosticta là một loài bọ cánh cứng trong họ Mordellidae. Loài này được Lea miêu tả khoa học năm 1931.